# 岩泉南インターチェンジ
岩泉南インターチェンジ（いわいずみみなみインターチェンジ）は、岩手県下閉伊郡岩泉町にある三陸沿岸道路（田老岩泉道路）のインターチェンジである。久慈方面出入口のみのハーフインターチェンジである。

## 歴史
- 2018年（平成30年）
  - 3月6日 : IC名称が「岩泉南IC」で正式決定[1]。
  - 3月21日 : 田老北IC - 岩泉龍泉洞IC間開通に伴い、供用開始[1][2]。

## 道路

### 本線
- E45 三陸沿岸道路（田老岩泉道路・54番）

### 接続する道路

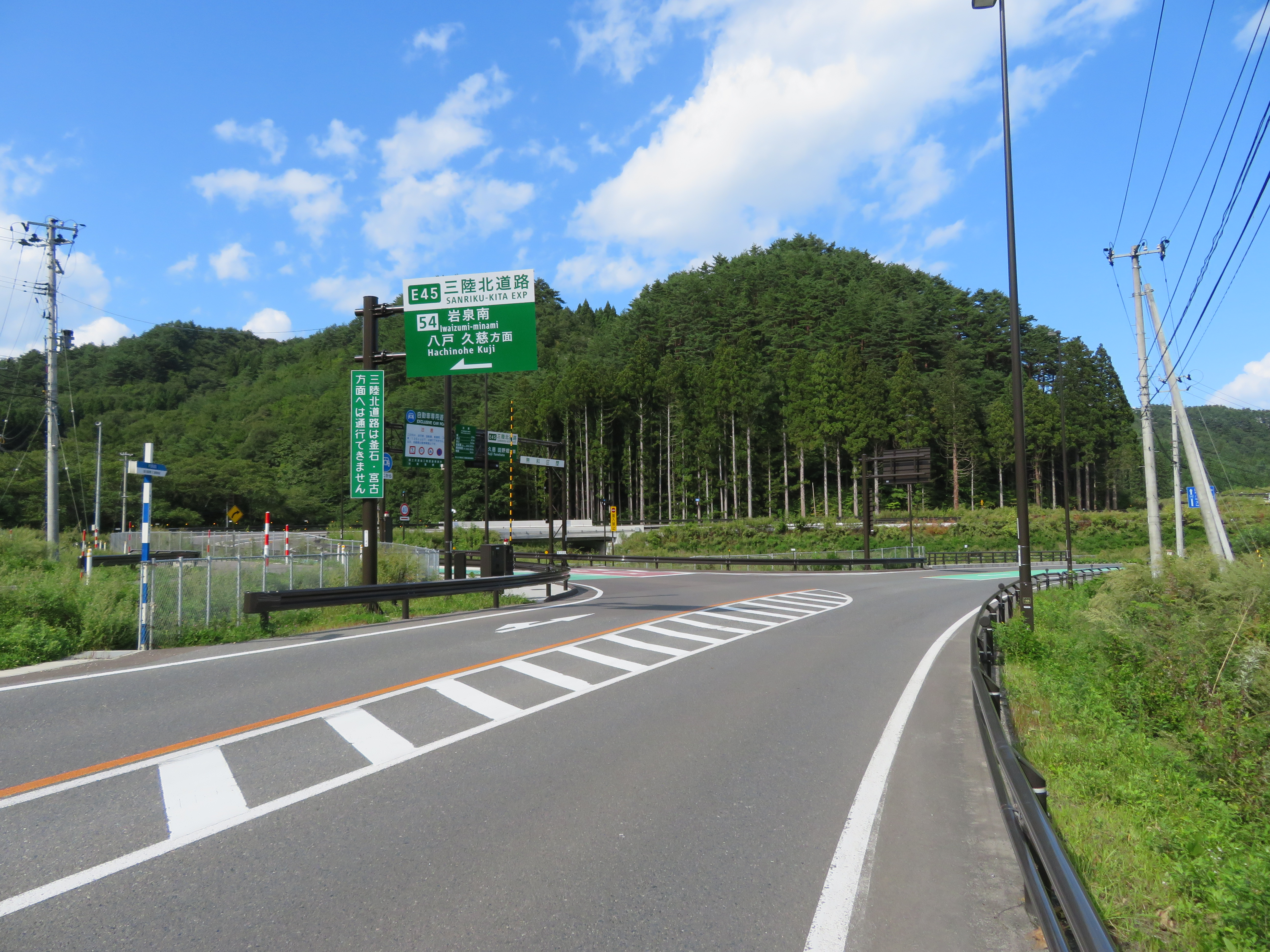
出入口付近（国道45号との交差点付近）

- 直接接続
  - 国道45号

## 料金所
無料区間のため、設置されていない。

## 周辺施設
- 宮古市立田老第三小学校
- 三陸鉄道摂待駅

## 形状
ランプウェイは片方向Y型。また、ランプウェイの一部は宮古市内にある。

## 隣
E45 三陸沿岸道路（田老岩泉道路）
(53) 田老北IC - (54) 岩泉南IC - (55) 岩泉龍泉洞IC
- 当ICから宮古方面は利用できない。